# Frauenfußballligen (Namibia)
Die Frauenfußballligen in Namibia sind die höchsten Fußballligen des Frauenfußballs in Namibia. Diese wurden bis 2011 als U20-Ligen regional und als reine Amateurligen ausgetragen. Sie werden von der Namibia Football Association organisiert. Jacqueline Shipanga ist für die Organisation des Frauenfußballs in Namibia verantwortlich.

## Women’s Super League
Mit der Saison 2011/2012 hat die Namibia Football Association erstmals eine einheitliche, landesweite Frauenliga geschaffen. Unter dem Namen „Women’s Super League“ (WSL) treten sechs Mannschaften an. Es handelt sich vor allem um Teilnehmer der bis 2009 ausgetragenen „Khomas Women’s Football League“, d. h. Okahandja Beauties, Challengers FC, 21 BDE United, JS Academy, UNAM Bokkies und Poly Babes.
Die Regionalmeisterschaften in den anderen Regionen werden weiterhin ausgetragen. In Zukunft sollen sich Mannschaften aus diesen Regionen für die neue Super-Liga qualifizieren können.

### Saison 2023
Die Saison 2023 wurde mit 14 Mannschaften zwischen dem  17. Februar 2023 und 25. Juni 2023 ausgetragen. Die Saison wurde durch FNB Namibia mit 7,5 Millionen Namibia-Dollar finanziert. Meister wurde abermals Tura Magic Ladies. Es gab zwei Absteiger.

### Saison 2020
Erstmals sollten in der Saison 2020 zwölf Mannschaften an der Liga teilnehmen. Die Saison wurde schlussendlich nicht durchgeführt.

### Saison 2018/19
Nach Jahren ohne Frauenfußballliga, wurde diese Ende 2018 erneut gegründet. Hauptsponsor wurde das Bergbauunternehmen Skorpion Zinc, das 750.000 Namibia-Dollar pro Saison zur Verfügung stellen wird.

### Saison 2015/2016
Die Saison wurde durch Tura Magic Ladies  mit lupenreiner Weste von 20 Siegen in 20 Spielen und 237 zu 1 Tore gewonnen. Tabellenzweiter wurden die Khomas Nampol Ladies, auf den dritten Platz kamen die Poly Babes.

## Ehemalige Wettbewerbe
Im November 2010 gab es sieben aktive Ligen in den 13 Regionen, darunter Caprivi, Omusati, Kavango, ǁKharasKlicklaut, Kunene und Khomas.

### NFA Women Championships
Die NFA Women Championships war das zwischen 2005 und 2009 ausgetragene landesweite Meisterschaftsturnier im Frauenfußball. Es wurde zentral an einem Wochenende ausgetragen. Teilnahmeberechtigt waren drei Mannschaften aus der regionalen Liga Khomas sowie jeweils eine Mannschaft aus den fünf anderen Regionalligen. 2007 spielten aus den damaligen vier Regionalligen (Khomas, ǁKharas, Kavango und Kunene) jeweils der Meister und Vizemeister.
Von 1999 bis 2004 war die nationale Meisterschaft im Frauenfußball unter dem Namen „Namibia Women’s Football League“ (Namibische Frauenfußballliga) bekannt, 2005 wurde die Khomas-Regionalliga unter diesem Namen ausgetragen.

#### Saison 2009
Die acht teilnehmenden Mannschaften wurden in zwei Gruppen mit je vier Teams eingeteilt. Die beiden Gruppenersten spielten das Finale um die namibische Meisterschaft, die beiden zweitplatzierten das Finale um den 3. Platz. Das Turnier fand am 19. und 20. September 2009 in Windhoek statt.
- Spiel um Platz 3: JS Academy 2:1 ǁKharas Regionalmeister
- Finale: Okahandja Beauties 5:1 Rehoboth Queens
- Meister: Okahandja Beauties

## Regionalmeisterschaften

### Khomas
Die Khomas Women’s Football League (KWFL) ist die regionale Liga des Frauenfußball in der Region Khomas. Sie wird seit 1999 durchgeführt und gilt als professionellste der regionalen Ligen, weshalb sie 2005 auch unter dem Namen „Namibia Women’s Football League“ auftrat. Die Okahandja Beauties sind Rekordmeister der Khomas-Liga und gewannen alle zehn Austragungen.
Bei drei Teams handelt es sich um Fußballmannschaften der drei großen tertiären Bildungseinrichtungen in Windhoek. Die Polytechnic Babes sind eine Mannschaft der Namibia University of Science and Technology, die UNAM Bokkies spielen für die University of Namibia und das Team WCE für das Windhoek College of Education.
2010 wurde die Liga aufgrund organisatorischer und finanzieller Probleme nicht ausgetragen.

#### Saison 2009
Die Saison war gekennzeichnet von einer überragenden Leistung der Okahandja Beauties, die pro Spiel durchschnittlich mehr als 11 Tore erzielten und insgesamt nur zwei Gegentore kassierten. Torschützenkönigin wurde mit 49 Toren Kleintjie Fredericks gefolgt von Stella Williams mit 41 Toren (beide Okahandja Beauties). Die Okahandja Beauties nahmen als Meister am „Internationalen Frauenklub-Turnier“ in Südafrika teil.
|    | Verein                             | R  | S  | U | N  | Tore  | Diff. | Punkte |
| -- | ---------------------------------- | -- | -- | - | -- | ----- | ----- | ------ |
| 1. | Okahandja Beauties (aus Okahandja) | 14 | 13 | 1 | 0  | 159:2 | +157  | 40     |
| 2. | Rehoboth Queens (aus Rehoboth)     | 14 | 9  | 3 | 2  | 41:8  | +33   | 30     |
| 3. | JS Academy (aus Windhoek)          | 14 | 9  | 2 | 3  | 40:11 | +29   | 29     |
| 4. | Polytechnic Babes (aus Windhoek)   | 14 | 9  | 1 | 4  | 69:18 | +51   | 28     |
| 5. | UNAM Bokkies (aus Windhoek)        | 14 | 6  | 1 | 7  | 30:36 | −6    | 19     |
| 6. | Shifidi Babes                      | 14 | 3  | 0 | 11 | 7:108 | −101  | 9      |
| 7. | WCE (aus Windhoek)                 | 14 | 2  | 0 | 12 | 16:48 | −32   | 6      |
| 8. | Angels United                      | 14 | 1  | 0 | 13 | 3:134 | −131  | 3      |

Quelle: rsssf.org
|  | Qualifiziert für Landesmeisterschaft „NFA Women Championships“ |

#### Weitere Regionalliga-Meister
- Caprivi: Caprivi SSS (2009/2010)
- ǁKharas: Mighty Villiers FC (2009/2010)
- Kavango: Sunshine FC (2009/2010)
- Kunene: Welwitchia Gladiators (2009/2010)
- Omusati: Onambula United (2009/2010)

## Jugendfußball
Unter der Bezeichnung „Galz & Goalz“ wird seit 2008 mit unter anderem der Unterstützung von UNICEF der Frauenfußball im Kindes- und Juniorinnenalter gefördert.
- Khomas
  - U-13: Young Beauties (2009/2010)
  - U-15: JS Academy (2009/2010)
- Kavango
  - U-13: Rundu SSS (2009/2010)
  - U-15: Rundu SSS (2009/2010)
- Kunene
  - U-13: Versteenwoud PS (2009/2010)
  - U-15: Outjo SS (2009/2010)
- Omaheke
  - U-13: Gunichas PS (2009/2010)
  - U-15: Gobabis PS (2009/2010)

### Women’s Super League U-20
Erstmals wird seit dem 27. März 2014 die Women's Super League U-20 für Schulmannschaften ausgetragen. Hieran nehmen sieben Mannschaften aus Windhoek, Rehoboth und Okahandja teil.

### Girls League Soccer
2011 gründete der SK Windhoek die unabhängige „Girls League Soccer“ für Mädchen zwischen 14 und 18 Jahren.
Es treten 2011 folgende Mannschaften an:
- Delta Schule Windhoek
- Emma Hoogenhout Primary School
- Hochland High School
- Sport Klub Windhoek
- St. George’s Diocesan School
- St. Paul’s College